# Beatriz Pimentel y Enríquez
Beatriz Pimentel y Enríquez (Benavente, 1416 - ?, 1490), també a vegades escrit Beatriu, va ser una aristòcrata castellana, filla dels comtes de Benavente.
Nascuda a la població de Benavente (Zamora) el 1416, Beatriz era fill de Rodrigo Pimentel, II comte de Benavente, i de la seva esposa, Leonor Enríquez.
Es va casar amb l'infant Enric d'Aragó el 1442, fill de Ferran d'Antequera, duc de Villena, comte d'Empúries i mestre de l'Orde de Sant Jaume. Beatriz esdevenia la seva segona esposa. Enric va morir poc després de casar-se, el 1445 i la va deixar vídua i embarassada. Va donar a llum a un nen, Enric, que va rebre el nom del seu pare en record seu, l'hereu dels títols i estats familiars. Durant la minoria d'edat del seu fill, Beatriz es va encarregar del govern del comtat d'Empúries durant diversos anys. També va actuar en la política catalana del moment, durant la guerra civil catalana, va mantenir-se a la cort de la reina Joana Enríquez, esposa de Joan II, i va fer bones gestions a favor de l'alliberament del príncep Carles de Viana, però, malgrat tot, els dirigents catalans van fer cas omís. Vers el 1475, va acompanyar el seu fill fins a territori castellà, quan ell pretenia casar-se amb la princesa Joana la Beltraneja; ambdós van ser rebuts a Requena, però, finalment, el matrimoni no es va arribar a realitzar.
Va morir el 1490, als 74 anys. Per ordre del seus fill, el seu cos, juntament amb el d'Enric, van ser traslladats al monestir de Poblet.